# Арвід Терн
Арвід Теодор Терн (швед. Arvid Teodor Thörn; нар. 29 жовтня 1906, Грегенсберг, Швеція — пом. 2 грудня 1986, Стокгольм, Швеція) — шведський футболіст, нападник, гравець збірної Швеції на Чемпіонаті світу з футболу 1934 року.

## Клубна кар'єра
Поява Терна в 1930 році в збірній стала справжньою сенсацією, оскільки «ІФК Гренгесберг» на той час виступав лише в четвертому дивізіоні шведського чемпіонату. Арвід став єдиним футболістом четвертого дивізіону чемпіонату Швеції, який будь-коли викликався до збірної Швеції. 
По завершенні чемпіонату світу 1934 року перейшов до «Еребру», завдяки чому став єдиним гравцем клубу, який викликався до головної збірної країни. Того ж року зіграв за другу збірну країни в поєдинку проти Норвегії, де вдзначився голом (3:1) у переможному для шведів матчі. Дебютував за новий клуб у липні 1934 року в переможному поєдинку (4:0) дивізіону 2 зони «Північ» проти «ІФК Вестерос». Дебютним голом за «Еребру» відзначився у вересні 1934 року в програному (3:4) поєдинку проти «Галльстагаммару». Терн зіграв 6 матчів за «Еребру», після чого повернувся до «ІФК Гренгесберг». Футбольну кар'єру завершив у 38-річному віці.
Терн відзначився 329-а голами за 9 сезонів, у тому числі 59-а голами в одному з сезонів.

## Кар'єра в збірній
Викликався до національної збірної Швеції. У складі головної команди країни дебютував 18 липня 1930 року в переможному (5:1) товариському поєдинку проти Естонії. На 38-й хвилині того поєдинку Арвід відзначився 3-м голом шведів у матчі. Свій другий та останній поєдинок у футболці збірної Швеції зіграв 22 липня 1930 року в переможному (5:0) товариському матчі проти Латвії. У 1934 році Йожеф Надь, тодішній головний тренер збірної, викликав Терна до складу національної команди для участі в чемпіонаті світу. На турнірі в Італії Арвід був резервістом і не зіграв у жодному поєдинку.
| Матчі та голи у збірній | Матчі та голи у збірній | Матчі та голи у збірній | Матчі та голи у збірній | Матчі та голи у збірній | Матчі та голи у збірній | Матчі та голи у збірній |
| #                       | Дата                    | Місце                   | Суперник                | Гол                     | Змагання                |                         |
| ----------------------- | ----------------------- | ----------------------- | ----------------------- | ----------------------- | ----------------------- | ----------------------- |
| 1.                      | 18.07.1930              | Таллінн                 | Естонія                 | Гол                     | 5:1                     | товариський             |
| 2.                      | 22.07.1930              | Рига                    | Латвія                  |                         | 5:0                     | товариський             |

## Стиль гри
Терн був сравжнім «дядьком», фізично міцним з відмінним голбовим чуттям. Висячи на воротах суперників, він заробляв багато порушень правил, багато з яких вмів перетворювати на голи.